# Берні (аеропорт)
Аеропорт Берні (англ. Burnie Airport), (IATA: BWT, ICAO: YWYY) — цивільний регіональний аеропорт міста Берні (Тасманія, Австралія), розташованого на північно-західному узбережжі острова Тасманія, біля Бассової протоки, що відокремлює Тасманію від континентальної Австралії.
Аеропорт Берні знаходиться приблизно в 20 км на захід від центральної частини міста, біля невеликого міста Він'ярд, і тому його іноді називають аеропортом Берні—Він'ярд (Burnie Wynyard Airport).

## Основні відомості і показники
Аеропорт Берні знаходиться на висоті 19 м над рівнем моря. У нього є дві злітно-посадочні смуги: 09/27 з асфальтовим покриттям (довжиною 1650 м і шириною 30 м) і 05/23 з гравійним покриттям (довжиною 767 м і шириною 30 м).

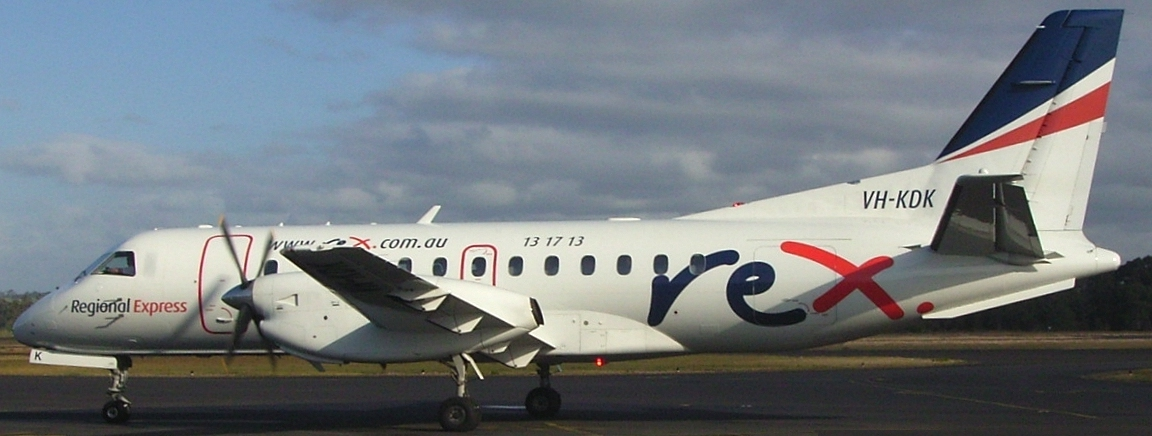
Літак Saab 340 авіакомпанії Regional Express Airlines в аеропорту Берні

Авіакомпанія Regional Express Airlines виконує польоти з Берні в Мельбурн. У розкладі 2011 року вказані 4 польоту в день, виконуються літаками Saab 340.
Регіональна авіакомпанія Tasair виконує прямі рейси з Берні в аеропорт Кінг-Айленд, що знаходиться на острові Кінг в Бассовій протоці біля узбережжя Тасманії — згідно з розкладом 2011 року, два рейси в день (туди і назад, 5 днів в тиждень).
За кількістю перевезених пасажирів Аеропорт Берні займає 4-е місце серед аеропортів Тасманії, слідом за Міжнародним аеропортом Хобарта, Аеропортом Лонсестон і Аеропортом Девонпорта. За цим же показником для всіх аеропортів Австралії Аеропорт Берні у 2009/2010 фінансовому році займав 47-е місце.

## Авіакомпанії і пункти призначення
Міські ради Девонпорта і Берні намагалися зацікавити авіакомпанії Virgin Australia (яка раніше називалася Virgin Blue) можливість відкриття рейсів з їх аеропортів в Мельбурн — у випадку Берні, в доповнення до рейсів, що здійснюються Regional Express Airlines. Virgin Australia вивчала ці пропозиції, але не робила офіційних заяв з цього приводу.

## Статистика пасажироперевезень
| Рік       | Пасажирів | Зльотів-посадок |
| --------- | --------- | --------------- |
| 2001/2002 | 72 036    | 5423            |
| 2002/2003 | 88 567    | 4982            |
| 2003/2004 | 89 727    | 4695            |
| 2004/2005 | 94 984    | 6757            |
| 2005/2006 | 93 381    | 7129            |
| 2006/2007 | 87 529    | 6384            |
| 2007/2008 | 95 275    | 6835            |
| 2008/2009 | 86 916    | 6419            |
| 2009/2010 | 79 340    | 4553            |